# Maison du marais poitevin
La Maison du Marais poitevin retrace, selon les principes d'un écomusée, l'histoire du Marais mouillé et de ses habitants. Ce musée est implanté au cœur du bourg de Coulon, commune touristique du département des Deux-Sèvres située dans la Venise verte à une dizaine de kilomètres au sud-ouest de Niort.

## Historique
La Maison du Marais poitevin a été ouverte pour la première fois au public en 1988, sous le nom de Maison des Marais mouillés par une association loi 1901 appelée «association de valorisation du patrimoine naturel et culturel du marais poitevin ».
Elle se situe à Coulon, place de la Coutume, dans une demeure seigneuriale dont la façade nord possède un pigeonnier et une fenêtre Renaissance dont les meneaux ont été sciés, datant du XVIe siècle.
La place de la coutume doit son nom aux droits féodaux perçus du Moyen Âge jusqu'à la Révolution. Un droit de passage (droit de grande coutume) était dû pour les marchandises montant et descendant sur la Sèvre niortaise de Niort à Marans.
En 1995, ce musée est agrandi et réaménagé, puis un service pédagogique agréé par le Ministère de l’Éducation nationale voit le jour.
Aujourd’hui, la Maison du Marais poitevin reçoit en moyenne 35 000 visiteurs par an.
Depuis 2009, l’office de tourisme Niort-Marais poitevin-Vallée de la Sèvre partage les mêmes locaux pour accueillir et renseigner le public.
En 2015, la Maison du Marais poitevin reçoit la marque Qualité Tourisme, qui garantit la qualité d'accueil et de services.

## Muséographie
Cet établissement présente des expositions temporaires et permanentes, dont une projection qui, accompagnée d’une maquette animée, raconte toutes les grandes étapes de la création du Marais poitevin et permettent ainsi d’illustrer ses principales phases d’aménagement et l’importance de ses écosystèmes.
Les salles de visites présentent différents aspects de la vie maraîchine, du XIXe siècle à nos jours  :
- la batellerie et la construction des barques traditionnelles
- la pêche de l’anguille (une espère emblématique du Marais poitevin)
- l’intérieur d’une maison maraîchine
- la projection du Maraiscope

Des expositions temporaires (réalisées avec le Parc naturel régional du Marais poitevin) sont organisées pour éclairer d’autres aspects du Marais poitevin.
- 1036 avant J.-C. … Coulon (1995)
- La loutre (1996)
- Les girouettes (1997)
- Entre terre et eaux, les milieux humides au Québec (1998)
- Poupées et habits de fêtes (de Juin à Décembre 1998)
- D'hier à aujourd'hui (1999), exposition du Caméra-photo club niortais
- Couleurs de terre… Couleurs de feu (2000)[6]
- Centenaire de la ligue des chemins de fer départementaux d'Épannes à Ferrières (du 17 décembre 2000 au 8 janvier 2001)
- Les 4 saisons en Sud-Vendée (exposition photographique) (2001)[7]
- L’art à tire d’aile (2002)
- La Sèvre au fil du fleuve (2003), exposition du Caméra-photo club niortais
- Des terres des eaux et des hommes (2004)
- Les jardins, reflets du Marais (2006)
- Napoléon et le Marais (Bicentenaire de l’aménagement de la Sèvre niortaise) (2008)
- Les couleurs du Marais (2010)
- Libellules, entre ciel et eau (2012)
- Les arbres du Marais poitevin (2013)
- Les peuples du marais (2015)
- Le marais poitevin, comment ça marche (2016-2017)